# Manfred Donike
Manfred Donike (13 de junho de 1960 — 23 de fevereiro de 2003) foi um ciclista alemão.
Donike representou Alemanha Ocidental na prova de corrida por pontos nos Jogos Olímpicos de 1984, em Los Angeles. Seu pai também foi um ciclista e um químico notável.